# Kościół Narodzenia Najświętszej Maryi Panny w Wiazyniu
Kościół Narodzenia Najświętszej Maryi Panny w Wiazyniu – kościół parafialny w Wiazyniu na Białorusi.

## Historia
Świątynia została zbudowana w latach 1908–1909 jako kaplica grobowa. Stanowiła część kompleksu dworskiego Gieczewiczów. W 1912 r. świątynię poświęcono pod wezwaniem Narodzenia Najświętszej Maryi Panny. Była to wówczas filia parafii w Ilii. Oprócz kaplicy, która w dwudziestoleciu międzywojennym pełniła funkcję kościoła parafialnego, z kompleksu dworskiego zachowało się tylko kilka budynków gospodarczych. Po II wojnie światowej kościół został zamknięty, w różnych okresach znajdowały się w nim klub, magazyn i muzeum. Następnie obiekt wpisano na listę zabytków.
W 1993 r. kaplica została zwrócona wiernym i odnowiona. Budynek odremontowano w 2005 r. W głównym ołtarzu umieszczono obraz Narodzenia NMP.

## Architektura
Kaplicę zbudowano z granitowych bloków w stylu neogotyckim z elementami modernizmu. Budynek posiada 5-boczną apsydę. Na fundamencie znajduje się data budowy świątyni, tj. 1908 r.

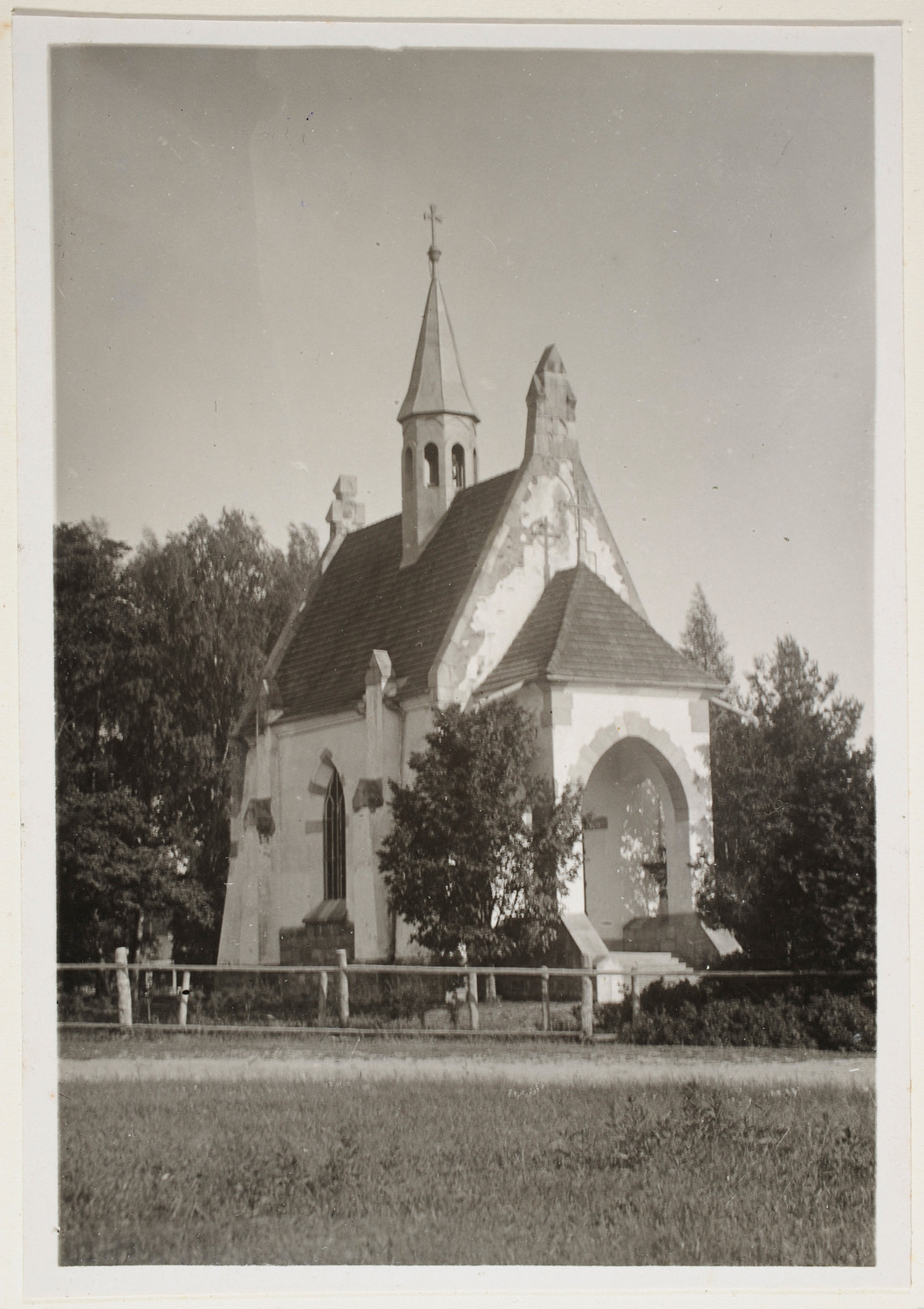
Świątynia w dwudziestoleciu międzywojennym